# コントロール (言語学)
制御（せいぎょ）またはコントロール (control) は、明示的な主語を持たない不定詞などの埋込み節に見られる現象のことである。この仕組みを解明することは統語論の長年にわたる目標である (O'Grady 2005: 56)。

## 概要
このような不定詞をとる動詞に、例えば英語の hope が挙げられる。
(A) Naomi hopes [to win the game].「ナオミはその試合に勝つことを願っている」
(B) Naomi hopes [that she will win the game].「ナオミは彼女がその試合に勝つことを願っている」
(A)の述語動詞 hope は不定詞 to win the game を項とし、さらに to win the game の主語は明示されていない。この構文では、 to win the game の主語は hope の主語と同じ Naomi だと理解される。つまりこの文は「ナオミは（ナオミ自身が）その試合に勝つことを願っている」と解釈できる。
(A)の文は(B)のように言いかえることができる。(B)の文では hope は that節を項としており、that節の動詞 win の主語は she として明示されている。この構文では、that節の主語の she を hope の主語と同じ Naomi だと考えることも可能だが、まったく別の女性と読むこともできる。すなわちこの文は、(A)と同じ解釈とともに、「ナオミは（ナオミではない別の女性が）その試合に勝つことを願っている」という解釈も持っている。
(A)のように明示的な主語を持たない不定詞が埋込み節として現れたとき、その不定詞の主語の指示対象（その不定詞の主語が何を指しているのか）が問題となる。(A)の hope の場合には、明示的でない不定詞主語は hope の主語と同じものを指示し、他のものを指示しない。このことを、不定詞主語を「主語が制御（コントロール）している」という。後述するように不定詞主語が目的語にコントロールされる場合もあり、不定詞主語をコントロールしている要素は制御子（コントローラ）と呼ばれる。(A)における hope のように、不定詞とそのコントローラを項とする動詞を制御動詞、構文を制御構文という。
Chomsky 1981、Manzini 1983、Hornstein 1999などによれば、コントロールについて、議論の余地はあるものの、おおよそ以下のようなことが分かっている (O'Grady 2005: 59)。
- 不定詞の明示的でない主語は、その不定詞を直接に項としている動詞の他の項と同一指示になる（＝直接に項としている動詞の他の項にコントロールされる）。そのため、以下の文では Naomi は コントローラだが、Ken はコントローラにはならない。
Ken thinks that Naomi hopes [to win the game].「ケンはナオミがその試合に勝つことを願っていると思っている」
- 明示的でない主語を持つ不定詞が、主語の位置に現れる場合、不定詞主語は語用論的に解釈される。以下の文では、不定詞主語は「だれでも」とも「わたしたちが」とも解釈できる。
[To leave now] would be impolite.「（だれでも／わたしたちが）今出て行ってはぶしつけになるだろう」